# Enchelycore octaviana
Enchelycore octaviana és una espècie de peix de la família dels murènids i de l'ordre dels anguil·liformes.

## Morfologia
Els mascles poden assolir els 91 cm de longitud total.

## Distribució geogràfica
Es troba des del Golf de Califòrnia fins al Perú.